# Yamatosaurus izanagii
Yamatosaurus izanagii es la única especie conocida del género Yamatosaurus ("lagarto de Yamato") de dinosaurio ornitópodo hadrosáurido basal que vivió a finales del período Cretácico, hace aproximadamente 71 millones de años, durante el Maastrichtiano, en lo que hoy es Asia.

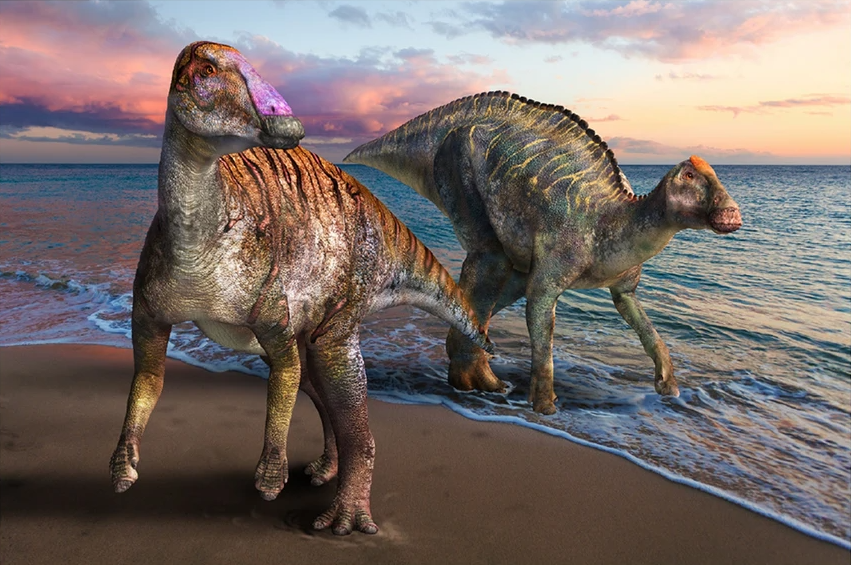
Reconstrucción de Yamatosaurus (primer plano) con el contemporáneo Kamuysaurus (al fondo)

En 2004, en la isla Awaji de Japón, Shingo Kishimoto descubrió el holotipo MNHAH D1-033516, que consta de una mandíbula inferior derecha parcial, doce dientes, cuatro vértebras cervicales, tres costillas cervicales, un coracoides derecho parcial y una vértebra caudal posterior. Un año después, el descubrimiento fue reportado en la literatura científica. Años más tarde, en 2013, Kishimoto, donó el holotipo al Museo de Naturaleza y Actividades Humanas de Japón en la prefectura de Hyōgo, donde los fósiles fueron preparados por Kazumi Wada, Tomomi Ikeda y Chisato Ota. En 2021, la especie Yamatosaurus izanagii fue descrita por Yoshitsugu Kobayashi, Ryuji Takasaki, Katsuhiro Kubota y Anthony Ricardo Fiorillo. Los fósiles fueron descubiertos en lutolitas grises oscuras dentro de la parte superior de la formación Kita-Ama. Los sedimentos datan del subcrónico 32.1r28, que corresponde al Maastrichtiano inferior, hace alrededor de 71,94 a 71,69 millones de años, lo que lo hace más o menos contemporáneo con el hadrosáurido Kamuysaurus.
El nombre genérico, Yamatosaurus, se refiere a Yamatai, también conocida como Yamato, una antigua región de Japón, gobernada por el reino de Yamato. El nombre específico, Y. izanagii, se refiere a la deidad Izanagi, quien creó ocho islas en Yamato: Awaji (donde el holotipo fue descubierto), Shikoku, Oki, Kyushu, Iki, Tsushima, Sado y Honshu.
Yamatosaurus es un hadrosáurido basal, más derivado que Hadrosaurus pero menos que los Saurolophinae+Lambeosaurinae. Su presencia, junto con Plesiohadros y Tanius, sugiere que Asia oriental, puedo haber servido como un refugio para hadrosáuridos basales durante el Cretácico superior. Sin embargo, también fue contemporáneo del más derivado Kamuysaurus, lo que sugiere cierto nivel de provincialismo.
|               | Yamatosaurus                                                     |
|               |                                                                  |
| Euhadrosauria | \| \| Saurolophinae \| \| \| \| \| \| Lambeosaurinae \| \| \| \| |
|               | \| \| Saurolophinae \| \| \| \| \| \| Lambeosaurinae \| \| \| \| |
|               | Saurolophinae                                                    |
|               |                                                                  |
|               | Lambeosaurinae                                                   |
|               |                                                                  |

|  | Saurolophinae  |
|  |                |
|  | Lambeosaurinae |
|  |                |

|               | Yamatosaurus                                                     |
|               |                                                                  |
| Euhadrosauria | \| \| Saurolophinae \| \| \| \| \| \| Lambeosaurinae \| \| \| \| |
|               | \| \| Saurolophinae \| \| \| \| \| \| Lambeosaurinae \| \| \| \| |
|               | Saurolophinae                                                    |
|               |                                                                  |
|               | Lambeosaurinae                                                   |
|               |                                                                  |

|  | Saurolophinae  |
|  |                |
|  | Lambeosaurinae |
|  |                |